# Metamicroptera paradoxa
Metamicroptera paradoxa är en fjärilsart som beskrevs av Jean Romieux 1934. Metamicroptera paradoxa ingår i släktet Metamicroptera och familjen björnspinnare. Inga underarter finns listade i Catalogue of Life.